# Matthias Arnold
Matthias Arnold (Hannover, 18 de junio de 1990) es un deportista alemán que compitió en remo. Ganó una medalla de bronce en el Campeonato Mundial de Remo de 2015, en la prueba de dos sin timonel ligero.

## Palmarés internacional
| Campeonato Mundial | Campeonato Mundial     | Campeonato Mundial | Campeonato Mundial     |
| Año                | Lugar                  | Medalla            | Prueba                 |
| ------------------ | ---------------------- | ------------------ | ---------------------- |
| 2015               | Aiguebelette (Francia) | Medalla de bronce  | Dos sin timonel ligero |